# Araneus noumeensis
Araneus noumeensis là một loài nhện trong họ Araneidae.
Loài này thuộc chi Araneus. Araneus noumeensis được Eugène Simon miêu tả năm 1880.